# Ацетат железа(III)
Ацетaт желeза(III) — неорганическое соединение, соль железа и уксусной кислоты с формулой Fe(CH3COO)3, красно-коричневые кристаллы. Разлагается в воде.

## Строение
- В разных источниках указывается разное строение основного ацетата железа: [Fe3(C2H3O2)6(OH)2]•C2H3OO•H2O или [Fe3(OH)(C2H3O2)6(H2O)3]•C2H3OO.

## Получение
- Растворение гидроксида железа(III) в ледяной уксусной кислоте.
- Растворение хлорида железа(III) в насыщенном растворе ацетата натрия.
- Растворение железа в уксусной кислоте.

## Физические свойства
Ацетат железа(III) образует красно-коричневые кристаллы.

## Применение
- В фармакологии — гомеопатический препарат. Научного обоснования данное применение не имеет.